# 有城南バスストップ
有城南バスストップ（あるきみなみバスストップ）は、岡山県倉敷市有城にある瀬戸中央自動車道のバス停である。

## 停車する路線

### 都市間高速バス
徳島岡山エクスプレスの徳島方面は運行経路上であるが通過扱いとなるため、当バスストップには停車しない。
| のりば | 愛称                 | 会社名                                                     | 行先                                     | 備考     |
| ------ | -------------------- | ---------------------------------------------------------- | ---------------------------------------- | -------- |
| 上り線 | 降車専用             | 降車専用                                                   | 降車専用                                 | 降車専用 |
| 下り線 | マドンナエクスプレス | 両備ホールディングス・下津井電鉄・伊予鉄バス・JR四国バス   | 松山（大街道・松山市駅・松山駅）         |          |
| 下り線 | 龍馬エクスプレス     | 両備ホールディングス・下津井電鉄・とさでん交通・JR四国バス | 高知（知寄町一丁目・はりまや橋・高知駅） |          |

## 隣
E30 瀬戸中央自動車道
(1)早島IC/TB - 有城南BS - 粒江PA - (2)水島IC

## アクセス
- 倉敷駅南口から下電バス「高速道下」下車